# Lars Hagström (musikchef)
Lars Trygve Hagström, född 10 september 1948 i Stockholm, död 4 maj 2014 i Sunnemo, var en svensk musikchef och flöjtist.
Lars Hagström blev i början av 1990-talet orkesterchef för dåvarande Sundsvalls kammarorkester. Därifrån gick han till uppdraget som länsmusikchef vid Smålands Musik och Teater, som han hade 1997–2006. Han var därefter prefekt för Musikhögskolan Ingesund, en del av Karlstads universitet, från 2006 till sin pensionering 2011.
Under sin tidigare yrkesbana som flöjtist var Lars Hagström medlem i Frösundakvintetten. 
Hagström var gift första gången med flöjtisten Christina Svalfors och andra gången från 1986 med oboisten, numera kulturchefen Solveig Hagström (tidigare Fagéus, ogift Clarfjord). Han är gravsatt i minneslunden på Skogskyrkogården i Stockholm.